# Polnische Eishockeyliga 1938/39
Die Saison 1938/39 war die zehnte Austragung der polnischen Eishockeymeisterschaft. Meister wurde zum ersten Mal in der Vereinsgeschichte Dąb Kattowitz.

## Modus
Die vier besten Mannschaften Polens qualifizierten sich für das Finalturnier. Der Erstplatzierte des Finalturniers wurde Meister. Für einen Sieg erhielt jede Mannschaft zwei Punkte, bei einem Unentschieden gab es einen Punkt und bei einer Niederlage null Punkte.

## Qualifikation
- Dąb Katowice – KS Cracovia 2:0/1:1

## Finalturnier
|    | Klub             | Sp | S | U | N | Tore | Punkte |
| -- | ---------------- | -- | - | - | - | ---- | ------ |
| 1. | Dąb Katowice     | 3  | 3 | 0 | 0 | 15:2 | 6      |
| 2. | KS Warszawianka  | 3  | 2 | 0 | 1 | 5:6  | 4      |
| 3. | Ognisko Vilnius  | 3  | 1 | 0 | 2 | 4:10 | 2      |
| 4. | Polonia Warschau | 3  | 0 | 0 | 3 | 1:7  | 0      |

Sp = Spiele, S = Siege, U = unentschieden, N = Niederlagen, OTS = Overtime-Siege, OTN = Overtime-Niederlage, SOS = Penalty-Siege, SON = Penalty-Niederlage